# ویسنر (نبراسکا)
ویسنر(به انگلیسی: Wisner) شهری در ایالت نبراسکا کشور ایالات متحده آمریکا است که جمعیت آن در سرشماری سال ۲۰۱۰ میلادی، ۱٬۱۷۰ نفر بوده‌است.